# Stig Rydén (konstnär)
Stig Erik Wolfram Rydén, född 3 mars 1910 i Stockholm, död 1992, var en svensk-amerikansk målare och dekorationsmålare. 
Rydén arbetade först som dekorationsmålare innan han studerade vid Tekniska skolan i Stockholm därefter fortsatte han sina studier i München och Paris. I början av 1950-talet bosatte han sig i New York och blev efter några år amerikansk medborgare. Under sin tid i Sverige ställde han ut separat i Östersund 1948 och i USA har han ställt ut i bland annat Minneapolis, Chicago, Salt Lake City och San Francisco. Hans konst består av landskapsmålningar från Frankrike och Sverige samt från Amerikatiden huvudsakligen porträtt.   